# 里绿·猜耶南
里绿·猜耶南（1905年1月18日—1967年5月1日），泰国政治家、外交官及大学教授，担任过泰国驻东京大使、驻伦敦大使、驻波恩大使、副总理、财政部长、外交部长、司法部长及法政大学政治科学学院院长。里绿曾获比里·帕侬荣提名出任总理，但他拒绝了此提名。泰政府也曾向联合国教科文组织申请提名里绿为世界杰出人士，但未获批准。

## 生平
1905年1月18日，里绿·猜耶南出生于彭世洛府邦拉甘县邦戈镇。父亲名叫恭·猜耶南，爵号披耶乌派·披帕沙，是彭世洛的司法官员；母亲名叫占·猜耶南。他还有一个同父异母的兄弟，名叫乌沙·猜耶南，为泰国皇家空军中将。里绿幼时体弱多病，他的家人将他献给供奉于彭世洛的成功佛为子，他的身体就渐渐好转了。
1914年，里绿寄宿于曼谷邦拉县的圣母升天学校，后来转入皇家学校中学八年级，1923年毕业。1925年6月1日，里绿获封特等玛哈莱（“玛哈莱”意味皇室侍从），并入学法律学校，至1928年毕业成为大律师。

### 家庭
1925年，里绿与蒙銮贝·诺巴翁（其父为蒙拉差翁攀·诺巴翁，爵号披耶兰·拉差德；其母为内·诺巴翁）结婚，育有四子：
1. 瓦达那·猜耶南
2. 楚萨·猜耶南
3. 则沙达·猜耶南
4. 沃拉普提·猜耶南

### 逝世
1967年5月1日，里绿去世，享年62岁，1968年7月11日执行火葬。其妻子贝·猜耶南逝世于1998年8月5日，享年94岁。

## 政府职位
- 1938年12月21日，任第一次贝内阁不管部长。
- 1939年7月14日，任第一次贝内阁外交次长。
- 1941年8月22日，任第一次贝内阁外交部长。
- 1941年12月15日，任第一次贝内阁外交次长。
- 1942年1月5日，任泰国驻大日本帝国大使，辞去阁僚职位。
- 1943年10月20日，任第二次贝内阁外交部长。
- 1945年9月1日，任他威内阁财政部长兼司法部长。
- 1945年9月19日，任第一次社尼内阁财政部长。
- 1946年3月24日，任第一次比里内阁外交部长。
- 1946年6月11日，任第二次比里内阁外交部长。
- 1946年8月24日，任第一次他旺内阁副总理兼外交部长。
- 1947年2月6日，辞去所有阁僚职位。